# 기원전 제5천년기
기원전 제5천년기는 기원전 5000년부터 기원전 4001년까지를 일컫는다. 이 시기에는 농경이 서아시아에서 남유럽과 중유럽 등지로 퍼져나갔다.
메소포타미아와 아나톨리아 지대의 도시 문명들이 번창하고, 바퀴가 발명됐다. 구리 가공술도 널리 퍼져 금석병용기의 시작을 알렸다. 한편 목축이 유라시아 곳곳에 퍼쳐 중국 대륙에 이르렀다. 기원전 제5천년기 동안 세계 인구는 1000년간 미세하게 증가해, 500만명에서 700만명으로 늘은 것으로 추정된다.

## 문화

### 비옥한 초승달 지대
- 메소포타미아의 우바이드 문화
- 남아나톨리아의 유묵테페 문화와 괴즐뤼쿨레 문화

### 이집트 문명
- 나일강 유역의 바다리 문화(기원전 4400년~기원전 4000년경)
- 선사시대 나일강 유역의 메림데 문화(기원전 4570년~기원전 4250년경)

### 중국
- 황허강 유역의 양사오 문화
- 중국 남부 해안지대에서는 오스트로네시아 선사 문화가 발전했다. 바늘과 그물을 이용한 낚시와 원예를 하면서 대규모 해양술을 갖추고 있었다.(기원전 5000년경)

### 유럽
- 키클라데스 문화 - 기존의 아나톨리아 문화와 기원전 4000년경 서부 에게 해역에서 발생한 그리스 문화의 요소가 결합된 신석기 문화.
- 발칸반도의 빈차 문화(기원전 6000년기부터 4000, 3000천년기까지 존속)
- 북동유럽의 빗살무늬토기 문화(기원전 6000년기부터 4000천년기까지 존속)
- 볼가강 유역의 사마라 문화
- 드네프르강 유역의 스레드니 스토그 문화
- 동유럽의 렝옐 문화

## 발명과 발견
- 중국에서 쌀 재배 시작(기원전 5000년경). 이후 갠지스강 유역과 나머지 아시아 지역에도 전파.
- 고대 근동에서 유럽으로 목축업 전파(기원전 5000년경)
- 멕시코에서 옥수수 재배 시작(기원전 5000년경)[1]
- 원시 표기법 발달. 빈차 부호와 타르타리아 원판 같은 초창기 표의문자가 주를 이룬다.(기원전 5000년경)
- 고대 일본에서 농경 시작(기원전 5000년경). 콩과 호박 재배
- 유럽에서 쟁기 사용 시작(기원전 4500년경)
- 이집트에서 구리핀 제작(기원전 4000년경)[1]
- 중국에서 물소 양육
- 맥주 제조업 발달
- 메소포타미아와 인도에서 바퀴 발달